# Asplenium paleaceum
Asplenium paleaceum är en svartbräkenväxtart som beskrevs av Robert Brown. Asplenium paleaceum ingår i släktet Asplenium och familjen Aspleniaceae. Inga underarter finns listade.

## Bildgalleri

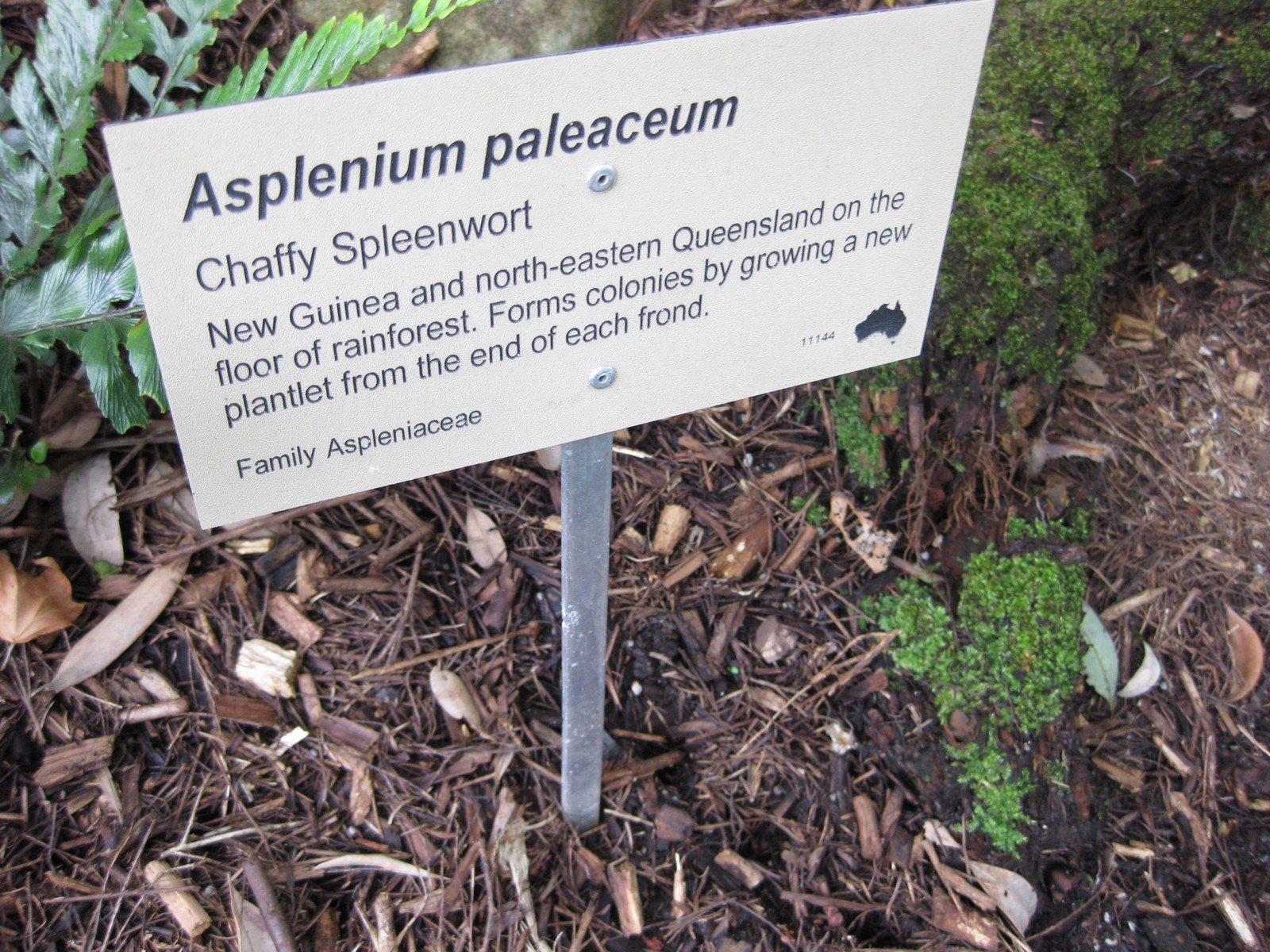
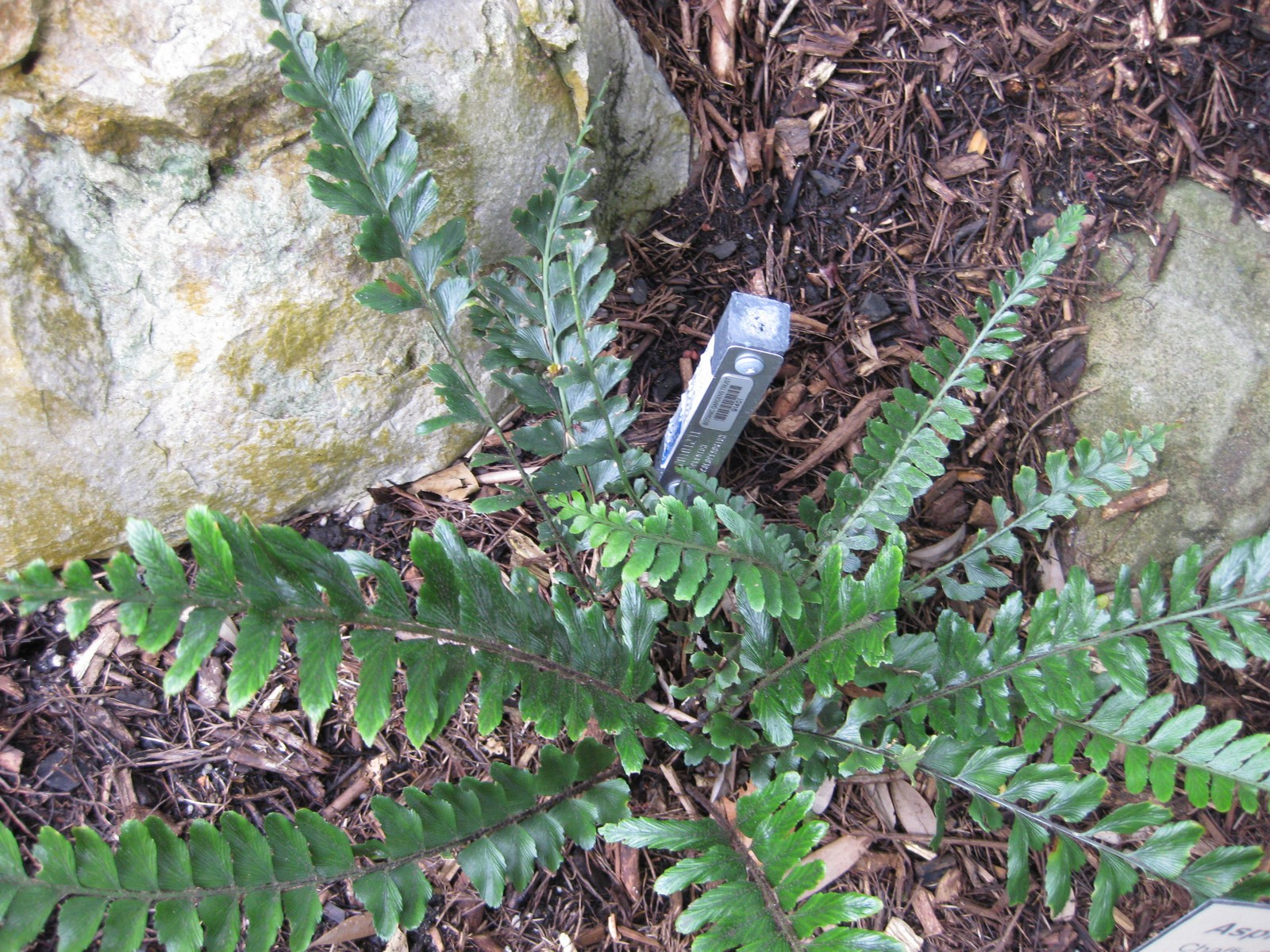